# Mundo Asesino
Mundo Asesino es un parque de diversiones ficticio que aparece en los cómics estadounidenses publicados por Marvel Comics. Mundo Asesino fue diseñado por el supervillano conocido como Arcade como un lugar para asesinar sádicamente a otros mediante el uso de robótica y trampas con temas de carnaval, de alguna manera esto lo hace similar a un arquetipo de Circo del Miedo pero está diseñado específicamente para ser un campo de ejecución.

## Historial de publicaciones
Mundo Asesino apareció por primera vez en Marvel Team-Up #66 (febrero de 1978).

## Historia ficticia
En lugar de ser un lugar único, Mundo Asesino es el nombre que se le da a la trampa mortal estilo feria/parque de diversiones utilizada por el asesino a sueldo Arcade. Utilizando sofisticados sistemas robóticos y holográficos, Arcade ha enfrentado con frecuencia a varios superhéroes contra Mundo Asesino, a veces por dinero y otras simplemente por el desafío. Arcade ha construido Mundos Asesinos debajo de Manhattan, en una isla del Caribe, en la Antártida, en Inglaterra, y muchos otros lugares alrededor del mundo.

### Primer Mundo Asesino
El primer Mundo Asesino conocido se construyó bajo tierra debajo de un parque de diversiones en Manhattan. Una gran parte de este Mundo Asesino era una máquina de pinball a gran escala utilizada como preludio para sacudir a sus víctimas, pero también contenía trampillas, laberintos, trampas explosivas y una variedad de robótica asesina.
Cuando Maggia contrató a Arcade como asesino, Spider-Man, el Capitán Britania y su interés amoroso Courtney Ross se convirtieron en los primeros visitantes del Mundo Asesino. Aunque escaparon y destruyeron una gran parte de Mundo Asesino, Arcade se comprometió a reconstruirlo más grande y mejor que antes.
Contratado por Black Tom y Juggernaut, Arcade pudo capturar a los X-Men en las calles de la ciudad de Nueva York para que lucharan dentro de Mundo Asesino. Con un poco de esfuerzo, los X-Men pudieron escapar y rescatar a Colleen Wing, Betsy Wilford y Amanda Sefton, quienes habían sido capturadas junto a ellos.
Cuando Arcade fue capturado por Doctor Doom, la reserva X-Men Iceman, Havok, Polaris y Banshee viajaron a Mundo Asesino para rescatar a varios rehenes tomados por la asistente de Arcade, la Sra. Locke. A pesar de los esfuerzos de la Sra. Locke y el Sr. Chamber, los X-Men pudieron escapar nuevamente. Más tarde, Mystique hizo un trato con Arcade para usar Mundo Asesino como campo de entrenamiento para su Hermandad de Mutantes.Shadowcat y Coloso se encontraron atrapados en Mundo Asesino una vez cuando Arcade los reclutó para salvar su vida del Doctor Doom. Sin embargo, Doom fue revelado a un robot controlado por Sra. Locke, a quien se le permitió intentar matar a Arcade en su cumpleaños.Nightcrawler tuvo que infiltrarse en Mundo Asesino una vez cuando Arcade secuestró y atrapó a Judith Rassendyl, la heredera del trono real de Ruritania. El X-Factor original tuvo que enfrentarse a los peligros de Mundo Asesino una vez para salvar al hijo mutante del terapeuta de Arcade. Más tarde, Courtney Ross volvió a quedar atrapada en Mundo Asesino, pero logró escapar de la muerte gracias a la ayuda de Excalibur y su propio talento recién descubierto en la comedia improvisada.

#### Fuerza-X
Después de dejar Camp Verde, Cable y Domino decidieron usar el Mundo Asesino abandonado de Arcade como la nueva base de operaciones de Fuerza-X. Mundo Asesino proporcionó una base segura y un área de entrenamiento bajo tierra, pero aun así ofreció acceso a Manhattan, lo que lo convirtió en una sede ideal. No mucho después de que Fuerza-X se instalara en el Mundo Asesino, Arcade detonó de forma remota explosivos ocultos en él, destruyendo la mayor parte de la estructura.

#### Nuevos Guerreros
Cuando Night Thrasher reformó a los Nuevos Guerreros con mutantes sin poderes, usó el Mundo Asesino abandonado como su base de operaciones. Juntos, Night Thrasher, Kaz y Grace reconstruyeron y convirtieron la mecánica de Mundo Asesino en una nueva Sala de Peligro para que entrenen los nuevos Nuevos Guerreros.

#### Sensibilidad
Años más tarde, Kitty Pryde y Visión quedaron atrapados en los restos de este Mundo Asesino original. Ellos fueron llevados allí por la computadora central del Mundo Asesino, que había ganado sensibilidad y quería suicidarse.

### Puerta al Destino
Cuando trabajaba con Crazy Gang, Arcade secuestró a Courtney Ross porque ella escapó de su Mundo Asesino anterior. Arcade creó un teatro e inspiró a Mundo Asesino en Wonderland llamado La Puerta al destino. Sin embargo, Courtney Ross fue rescatada por Excalibur. El Capitán Britania y Shadowcat continuaron teniendo múltiples enfrentamientos con Arcade y su Mundo Asesino.

### Pueblo Mutante
Para matar a Rictor y destruir Investigaciones X-Factor, el ex Purifiers Sr. Taylor contrató a Arcade para construir un Mundo Asesino dentro del cerrado bar Planta de Poder en el corazón de Pueblo Mutante. Aunque los miembros de X-Factor escaparon, este Mundo Asesino condujo a la destrucción completa de Pueblo Mutante.

### Isla Asesina
Usando un robot disfrazado de Kraven el Cazador, Arcade y Conejo Blanco capturaron a Wolverine y la Gata Negra y los liberaron en la Isla Asesina, donde fueron perseguidos por varios millonarios que pagaron por la oportunidad de cazar el juego más peligroso del mundo. Después de destruir el robot Kraven y enfrentarse a muchos de los peligros de la isla, Wolverine y Gata Negra escapan y capturan a Arcade y Conejo Blanco y, como venganza, los dejan varados en la Tierra Salvaje.
Años más tarde, Arcade entregó esta isla a la Señora Coriander, quien la rebautizó como Isla Coriander.

### Pesadilla en Equipo
Cuando el negocio de asesinatos de Arcade comenzó a sufrir debido a que Deadpool le robaba a sus clientes, Arcade se asoció con Pesadilla para vengarse. Pesadilla acordó ayudar a Arcade a crear un Mundo Asesino de realidad virtual / reino de ensueño siempre que Hércules también fuera un prisionero. Juntos crearon un laberinto, pero Deadpool pudo despertar del estado de sueño clavándole un cuchillo en la cabeza y cortando los dos hemisferios de su cerebro.

### Almacén Mundo Asesino
Para demostrar su arsenal de Mundo Asesino a clientes potenciales y restaurar su reputación, Arcade capturó a los estudiantes de la Academia Vengadores y los Jóvenes Aliados de la ciudad de Nueva York y los enfrentó a su Mundo Asesino. Afortunadamente, trabajando juntos, los jóvenes héroes pudieron escapar.

### Concierto
Después de los eventos de Necrosha, Arcade fue contratado por Mortis para capturar a su hermana, Dazzler. Para capturarla, Arcade diseñó una sala de conciertos y la atacó con versiones robóticas de poderosos supervillanos. Aunque Arcade escapó, Mortis fue capturada.

### Tienda de Juguetes
Arcade abrió una vez una tienda de juguetes en la ciudad de Nueva York con el Hombre Imposible, donde vendía juguetes letales a clientes desprevenidos. La Antorcha Humana, Franklin Richards y Leech lucharon contra los juguetes de Arcade y cerraron su tienda.

### Arena Mundo Asesino
Después de darse cuenta de que era una broma entre la comunidad de supervillanos y tocar fondo, Arcade decidió construir una enorme arena en una isla bajo tierra en la Antártida con la ayuda de la Señora Coriander. Con los diseños de la arena completados, Arcade ejerció un control total sobre el entorno y el terreno de su nueva Arena Mundo Asesino.
Como siguiente parte de su plan, secuestró a dieciséis adolescentes con superpoderes y los obligó a participar en un juego de 30 días de matar o morir. Sin el conocimiento de los participantes, todos sus movimientos estaban siendo filmados. Varias personas murieron, incluyendo Mettle, Red Raven, Juston Seyfert, Kid Briton, Nara, y Apex mientras que los sobrevivientes quedaron física, emocional y psicológicamente asustados. Los sobrevivientes juraron nunca compartir los secretos de su experiencia en Mundo Asesino con nadie. Sin embargo, Arcade publicó sus imágenes de Mundo Asesino en Internet, lo que convirtió a los sobrevivientes en celebridades renuentes.

### Masacre Casino
Después de publicar los videos de su Arena Mundo Asesino, Arcade se escondió en Bagalia, como se revela en las páginas de Avengers Undercover. Para pasar el tiempo y recaudar fondos, Arcade abrió el Masacre Casino, donde las personas ricas pueden participar en un juego de matar o morir. Esto duró hasta que algunos de los sobrevivientes de Arena Mundo Asesino lo rastrearon y Hazmat lo mató (más tarde se reveló que era un clon de Arcade que fue creado por los Maestros del Mal mientras el Arcade real estaba encarcelado en Bagalia por ellos).

### Mazmorra Mundo Asesino
Al darse cuenta de que los mercenarios tienen menos razones por las que luchar que los héroes que siempre escapan de sus trampas, Arcade publicó un anuncio para ellos y los atrajo a una situación de juego de rol de castillo-mazmorra. En particular, Gwenpool y sus amigos Batrock el saltador, MegaTony y Terrible Eye (también conocido como Sarah), un grupo de mercenarios de ranas mutantes con los que Batroc trabajó una vez (para su disgusto) y Deadpool (conocido como "La bestia indestructible" y con una gorra verde estilo Robinhood). Sin embargo, las cosas se fueron cuesta abajo rápidamente, ya que Gwen era una geek en su mundo natal y, por lo tanto, conocía todos los trucos para abrirse camino en un juego de rol a una velocidad récord, especialmente después de que ella mató al comerciante-robot que se ofreció a venderles equipo de incursión en mazmorras y simplemente tomó lo que ella quería, incluido su propio equipo. Algo bueno desde Deadpool y, según Arcade, muchos otros mercenarios quedaron atrapados y murieron allí durante un largo período de tiempo. Después de un breve malentendido con Deadpool, rápidamente lo llevó a él y a su equipo al escondite de Arcade y lo derribó.

## Varios
En un momento, Arcade experimentó con lo que llamó "máquinas de asesinato en video". Utilizaría un haz de luz para capturar de forma remota a sus objetivos, que serían recreados en un entorno virtual de videojuegos. En el único caso en que se representaron estas máquinas, Arcade estaba intentando secuestrar a los X-Men, pero en cambio, sin saberlo, secuestró a cuatro de los Micronautas, un equipo con el que no estaba familiarizado pero que, sin embargo, lo consideró como una oportunidad para probar sus máquinas de asesinato en video. Arcturus Rann, Devil, Microtorn y Nanotron fueron transportados digitalmente a un mundo virtual individual que se parecía a los videojuegos populares de la época. Los Micronautas finalmente pudieron escapar cuando Microtron pirateó el sistema, aunque el propio Arcade escaparía. El método en el que fueron secuestrados y la naturaleza de este entorno recuerdan a la entonces reciente película de 1982 Tron.

## Antiguos residentes
- Arcade
- Señora Locke
- Sr. Chambers
- Señora Coriander
- Fuerza-X
  - Dominó
  - Cable (Nathan Summers)
  - Rictor (Julio Richter)
  - Boomer (Tabby Smith)
  - Cannonball (Sam Guthrie)
  - Shatterstar (Gaveedra Seven)
  - Warpath (Jimmy Proudstar)
  - Siryn (Terry Rourke)
- Nuevos Guerreros
  - Wondra (Jubilation Lee)
  - Skybolt (Vincent Stewart)
  - Blackwing (Barnell Bohusk)
  - Ripcord (Miranda Leevald)
  - Night Thrasher
  - Tempest
  - Decibel
  - Longstrike (Christine Cord)
  - Phaser (Christian Cord)
  - Grace
  - Kaz
  - Renaissance
  - Aja
- Academia Vengadores
  - Hazmat
  - X-23 (Laura Kinney)
  - Reptil
  - Mettle (Ken Mack)
  - Juston Seyfert
  - Juston's Sentinel
- Runaways
  - Nico Minoru
  - Chase Stein
- Darkhawk (Chris Powell)
- Cammi
- Death Locket
- Academia Braddock 
  - Anachronism (Aiden)
  - Nara
  - Apex (Katy Bashir)/Tim Bashir
  - Cullen Bloodstone
  - Kid Briton (Brian Braddock)
- Red Raven (Dania)

## Otras versiones

### Ultimate Universo
En la realidad de Ultimate Marvel, Mundo Asesino es un videojuego de disparos en primera persona diseñado por Arcade y la fuente de su fortuna.

### Era de X
En la realidad de Era de X, la Isla de Alcatraz era una prisión para mutantes peligrosos. El gobernador Harcourt Teesdale se desempeñó como director-gobernador. Conocido por sus reclusos como Arcade, creó atracciones con temas de mutantes para torturar y castigar a los prisioneros, lo que le valió a Alcatraz el apodo de "Mundo Asesino". Un mutante llamado Basilisk fue utilizado como verdugo involuntario durante años hasta que pudo escapar, asesinar a Arcade y liberar a los mutantes encarcelados allí.

### Deadpool mata al Universo Marvel
Cuando Deadpool comenzó una ola de asesinatos de súper humanos, capturó y obligó a Arcade a construirle un nuevo Mundo Asesino con trampas más mortales que nunca para matar a los X-Men.

## En otros medios

### Televisión
- Una versión alternativa de Mundo Asesino aparece en el episodio de X-Men: Evolution "Fun and Games". Webber Torque (o "Arcade", como se llama a sí mismo), un estudiante de Bayville High School, logra infiltrarse en la Sala de Peligro del Instituto Xavier; y, creyendo erróneamente que se trata de una simulación de videojuego, lo transforma en un Mundo Asesino.
- Mundo Asesino aparece en el episodio de Ultimate Spider-Man, "Game Over". Aquí, ha sido nombrado Madland. Spider-Man, Capitán América y Wolverine se ven obligados a atravesar Madland para llegar a Arcade y evitar que comience la Tercera Guerra Mundial.
- Mundo Asesino aparece en el episodio de M.O.D.O.K., "¡Oh, la sangre era más espesa que el jugo del robot!". Después de secuestrar a la familia de MODOK, Arcade y la versión joven y desplazada del tiempo de MODOK los llevan al Mundo Asesino. Cuando MODOK llega para rescatarlos, encuentra tanto a su familia como a múltiples copias robóticas, con Arcade y el MODOK más joven obligando a la familia a matar las copias de los demás hasta que solo quede una versión de ellos mismos. En última instancia, la familia puede matar a sus copias, con la excepción de una sola copia de robot del hijo de MODOK, Lou, matar al MODOK más joven (en realidad, una copia de robot) y escapar de Mundo Asesino.

### Videojuegos
- Mundo Asesino es el escenario de X-Men: Madness in Murderworld, un juego arcade de desplazamiento lateral para un solo jugador desarrollado por Paragon Software en 1989.[36]
- Mundo Asesino aparece en Marvel: Ultimate Alliance. Cuando los héroes usaron el Orbe de Teletransportación del Doctor Strange para viajar al Castillo Doom, fueron desviados por el Barón Mordo a Mundo Asesino, donde llegaron en un falso Castillo del Destino. También se reveló que Arcade tiene al Senador Robert Kelly en Mundo Asesino y se demostró que Jean Grey estaba bajo el control mental de Arcade cuando se encuentra en una tienda de campaña. Los héroes se abrieron paso a través de Rhino y Shocker, donde terminaron luchando contra Arcade en su Arcade-Bot. Algunos de los discos de simulación tienen lugar en Mundo Asesino. En el disco de Deadpool, Arcade está muy irritado por la negativa de Deadpool a aceptar que Mundo Asesino no es un parque temático normal, y obliga al mercenario a luchar contra Dark Spider-Man (a quien Arcade se refiere como su creación). En el disco de Pantera Negra, Arcade amenaza a Pantera Negra con dar los códigos secretos a las instalaciones de vibranio de Wakanda y obliga a Pantera Negra a luchar contra Dark Capitán América. El disco de Tormenta tiene su lucha contra Hussa en Mundo Asesino. El simulador versus Mysterio tiene lugar en Mundo Asesino. El disco de Míster Fantástico tiene su lucha contra Bulldozer en Mundo Asesino.
- Mundo Asesino es una ubicación en el juego móvil Marvel Snap. Los personajes de Marvel que se quedan en la ubicación de Mundo Asesino son destruidos al final del turno 3.